# Coca de pan

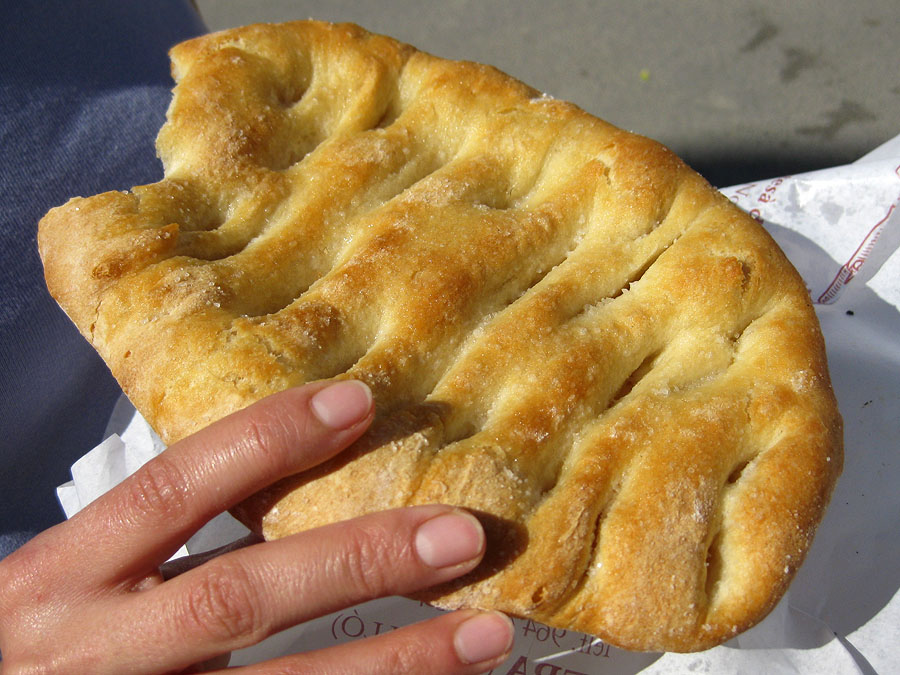
Coca de pan y sal en Cervera del Maestre.

La coca de pan (en valenciano coca de pa), también llamada prima (‘delgada’), esclafada (‘aplastada’) o refenta es una coca plana consistente solo en la masa sobrante de un amasijo de pan, que una vez fermentada con el resto de masa que dará origen al pan, se tuesta aplastada y estirada sobre una parrilla o una plancha metálica caliente, en vez de meterla al horno con el resto del pan. La coca es típica del levante español y se preparan y consumen de diferentes formas en toda Cataluña, Aragón oriental, la Comunidad Valenciana, las Islas Baleares y Andorra.
En las Islas Baleares se consume habitualmente caliente acompañada de lo que se quiera, normalmente sal y aceite (pinchando para que entre en la masa), sobrasada, etcétera. Puede verse que, además de esta coca, existen otras que se condimentan tras la cocción, como por ejemplo la coca de maíz de Safor, que también son poco más que masa estirada y cocida. 
En la Comunidad Valenciana es típica sobre todo del Maestrazgo y las comarcas limítrofes, y se acompaña con sal o bien con azúcar. En algunos hornos se hace a gusto del cliente. Se puede comer fría o caliente, si bien lo segundo es más habitual. 
En Cataluña se consume tanto fría como caliente y acompañada con lo que se prefiera. La hay salada con aceite o dulce con azúcar (como la coca de panadero y la coca de vidrio) o con anís (como la coca de anís típica de la comarca de Osona).  
Según Eliana Thibaut i Comalada, la coca nace del aprovechamiento de masas de pan que no se han calentado. En lugar de tirar estas masas, se guardaban y cocían planas, habitualmente azucaradas, sirviéndose de postre. Esta costumbre implica que la coca de pan es la base teórica de todas las cocas, que vienen a desarrollar esta tradición con la adición de condimentos y la conversión en recetas separadas.

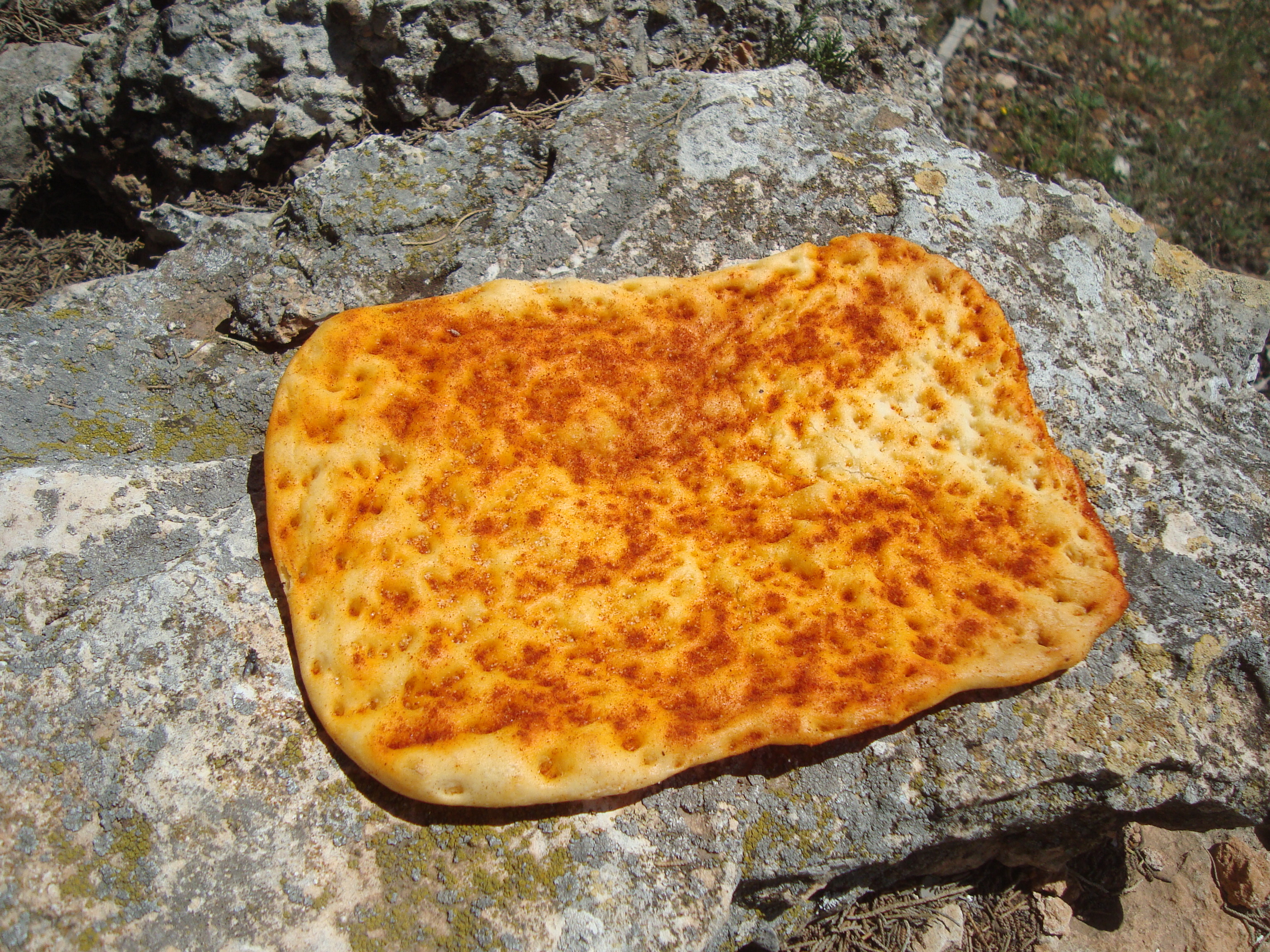
Coqueta prima de sal i pebre roig (Atzeneta del Maestrat).